# Шеремет, Виктор Савельевич
Виктор Савельевич Шеремет (2 мая 1932 — 21 марта 1995) — бригадир колхоза имени Ленина Аларского района Усть-Ордынского Бурятского автономного округа Иркутской области. Герой Социалистического Труда (1986).

## Биография
Родился в 1932 году в селе Иваническ (ныне Аларского района Иркутской области). Получив начальное образование, приступает к работе в колхозе имени Ленина под начальством Ильи Диомидовича Дорохова — председателя колхоза, впоследствии Героя Социалистического Труда. Вступил в КПСС. Работал бригадиром Отрадненской бригады этого колхоза.
Указом Президиума Верховного Совета СССР от 29 августа 1986 года «за выдающиеся производственные достижения, успешное выполнение заданий одиннадцатой пятилетки и социалистических обязательств и проявленную трудовую доблесть» удостоен звания Героя Социалистического Труда с вручением ордена Ленина и золотой медали «Серп и Молот»..
Работал и после пенсии, к сожалению, из-за онкологического заболевания рано умер в 63 года 21 марта 1995 год.Нужно отметить, что колхоз им.Ленина, которым руководил Шеремет Виктор Савельевич просуществовал вплоть до 2005 года, потом был реорганизован, но к сожалению, прекратил свое существование в 2006 году

## Награды
- Медаль Серп и Молот
- Государственная премия СССР[3]
- Два ордена им. Ленина (23.12.1976г., 29.08.1986г.)
- Орден Трудового Красного Знамени (08.04.1971г.)